# Mata da Margaraça

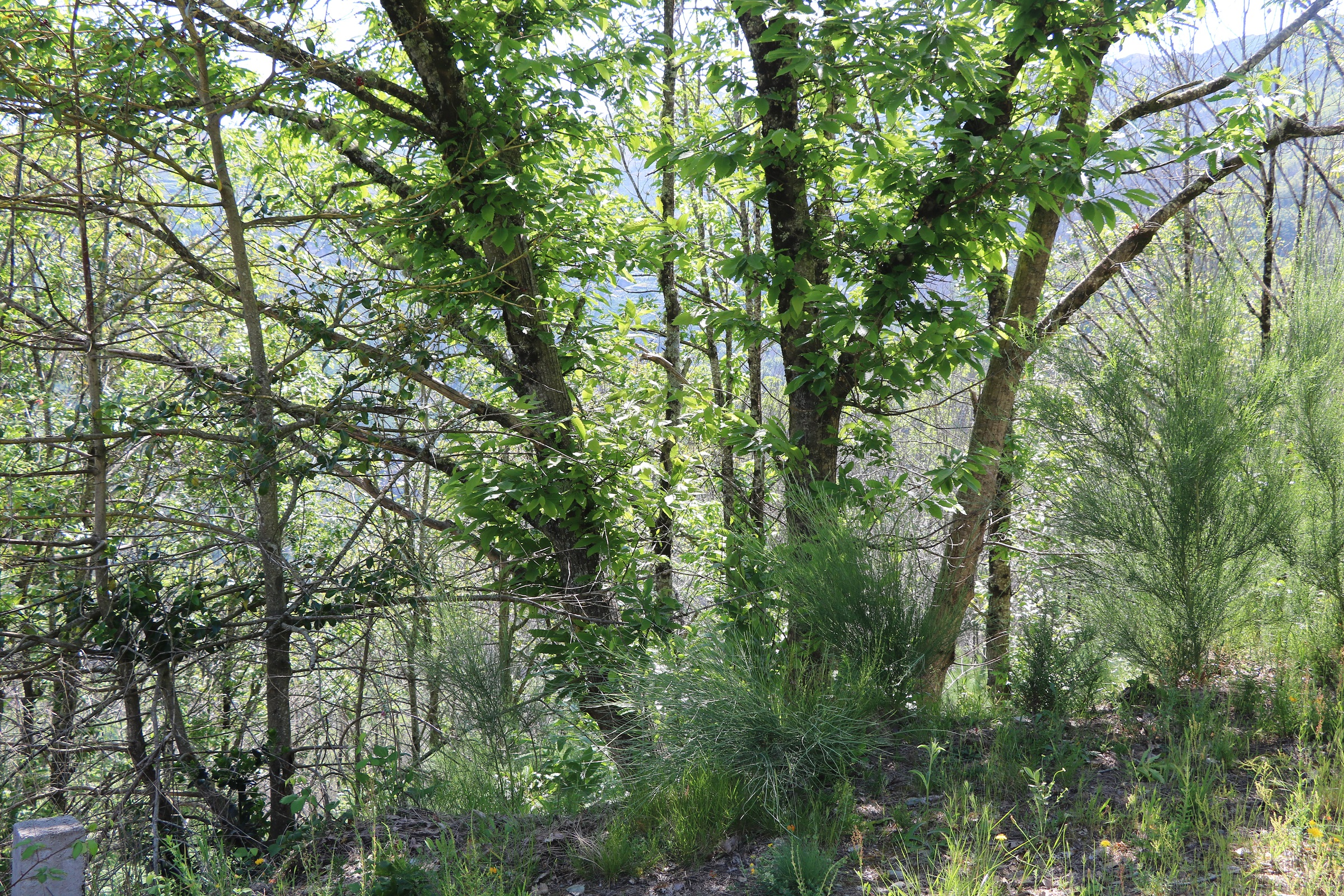
A Mata da Margaraça é uma das áreas de refúgio do azereiro em Portugal.

A Mata da Margaraça, juntamente com a Fraga da Pena, são dois locais de grande interesse natural, no contexto da Paisagem Protegida da Serra do Açor (nas altitudes entre 400 m e 1016 m de Arganil, Coimbra), com 382 hectares. A Mata, com proteção oficial desde 1979, com o apoio da LPN, localiza-se em encosta orientada a N-NO em altitudes entre os 600 e 850 metros. É classificada como Reserva Biogenética do Conselho da Europa.
A Mata da Margaraça corresponde a uma floresta caducifólia, um exemplo da floresta primitiva de Portugal, constituída essencialmente por árvores como carvalhos, castanheiros, cerejeiras, ulmeiros, azereiros, freixos, azevinhos, loureiros, entre outras. Entre os arbustos salientam-se aveleiras, medronheiros, gilbardeiras e adernos. Plantas como a Veronica micrantha, o Lírio-martagão e o Selo-de-Salomão, são raras mas existem na Mata. Foram inventariadas 74 espécies de cogumelos. 
Em 2017, a Mata da Margaraça foi seriamente afetada pelos fogos florestais, tendo ardido uma área correspondente a quase metade, estando hoje a recuperar rapidamente.
Em 2020, foi detetada a presença do inseto ‘Dryocosmus kuriphilus’ Yasumatsu (vespa-das-galhas-do-castanheiro), não nativo, considerado uma praga que pode colocar em risco a vida de todos os castanheiros, por se alojar nas folhas novas dessas árvores, impedindo o seu crescimento.

## História
O primeiro documento falando da Mata é do século XIII, sendo o Retábulo da Igreja da Sé Nova de Coimbra feito com madeira retirado deste local. Em 1985, tornou-se propriedade do actual Instituto da Conservação da Natureza e das Florestas. 